# Seznam zápasů československé a britské hokejové reprezentace
Seznam zápasů československé a britské hokejové reprezentace uvádí data, výsledky a místa konání vzájemných zápasů hokejových reprezentací Československa a Velké Británie.

## Lední hokej na olympijských hrách
| Datum utkání | Výsledek | Rok  | Místo       | Branky Československa                                                                                             |
| ------------ | -------- | ---- | ----------- | --- |
| 15. 2. 1936  | 0 : 5    | 1936 | Ga-Pa       | Ne |
| 2. 2. 1948   | 11 : 4   | 1948 | Svatý Mořic | 4× Stanislav Konopásek, 3× Vladimír Zábrodský, Miloslav Pokorný, Václav Roziňák, Jaroslav Drobný, Ladislav Troják |

## Mistrovství světa v ledním hokeji
| Datum utkání | Výsledek | Rok  | Místo   | Branky Československa          |
| ------------ | -------- | ---- | ------- | ------------------------------ |
| 4. 2. 1934   | 1 : 2    | 1934 | Milán   | Jiří Tožička                   |
| 27. 1. 1935  | 1 : 2 PP | 1935 | Davos   | Oldřich Kučera                 |
| 19. 2. 1938  | 0 : 1    | 1938 | Praha   | Ne                             |
| 9. 2. 1939   | 2 : 0    | 1939 | Basilej | Ladislav Troják, Josef Maleček |

## Mistrovství Evropy v ledním hokeji
| Datum utkání | Výsledek | Rok  | Místo | Branky Československa             |
| ------------ | -------- | ---- | ----- | --------------------------------- |
| 15. 1. 1926  | 2 : 1    | 1926 | Davos | Josef Maleček, Jaroslav Jirkovský |

## Ostatní zápasy
| Datum utkání | Výsledek | Zápas     | Místo    | Branky Československa |
| ------------ | -------- | --------- | -------- | --------------------- |
| 24. 1. 1909  | 0 : 11   | Turnaj    | Chamonix | Ne                    |
| 20. 1. 1929  | 6 : 2    | přátelsky | Praha    |                       |
| 8. 11. 1948  | 5 : 3    | přátelsky | Londýn   |                       |

- pokračuje Seznam zápasů české a britské hokejové reprezentace

## Celková bilance vzájemných zápasů Československa a Velké Británie
| Zápasy | Výhry | Remízy | Prohry | Skóre |
| ------ | ----- | ------ | ------ | ----- |
| 10     | 5     | 0      | 5      | 28:31 |

Poznámky k utkáním
- 24. 1. 1909 Čechy